# Nathalie...
Nathalie... è un film del 2003, diretto da Anne Fontaine.
Nel 2009 il regista Atom Egoyan ne ha girato il remake, intitolato Chloe - Tra seduzione e inganno.

## Trama
La borghese Catherine rimane scioccata quando scopre che il marito Bernard la tradisce con altre donne. Durante una sua visita in un night, Catherine assiste allo spettacolo di Nathalie, una sensuale entraineuse; decide d'assumerla per sedurre suo marito per poi farsi raccontare tutti i particolari, anche i più espliciti dei loro incontri. Nathalie, il cui vero nome è Marlene, accetta l'incarico dietro ricco corrispettivo, promettendole d'esaudirne le richieste. Hanno così luogo diversi incontri tra le due donne, in cui ogni volta Nathalie narra in maniera dettagliata a Catherine, sua ansiosa ascoltatrice, i rapporti sessuali che ha avuto la sera prima con Bernard; i suoi racconti si fanno via via sempre più interessanti e spinti, almeno fino  all'ultimo e decisamente rivelatorio.

## Critica
- La regia “conferisce al racconto un andamento vagamente ipnotico, quasi onirico. L'affiatato trio degli interpreti fa il resto. Commento del dizionario Morandini che assegna al film due stelle e mezzo su cinque di giudizio.[1]
- Una perversione gridata, vissuta nelle esplicite parole della donna. Questo è il punto di forza e di debolezza del film. La freddezza delle emozioni rende il film a tratti cerebrale.Commento del dizionario Farinotti che assegna al film due stelle su cinque di giudizio[2]
- Rotten Tomatoes assegna al film un punteggio di 6.4/10.[3]

## Citazioni e riferimenti ad altre pellicole
- Nel descrivere l'ambiguità del rapporto, quasi un'identificazione, tra due donne tanto diverse è esplicito il rimando a Persona di Ingmar Bergman.[1]
- In una scena, viene trasmesso in tv il film Prima della rivoluzione di Bernardo Bertolucci.[4]

## Remake
Nel remake Chloe - Tra seduzione e inganno, le parti di Catherine, Nathalie e Bernard (Catherine, Chloe e David nella nuova versione) sono state interpretate rispettivamente da Julianne Moore, Amanda Seyfried e Liam Neeson. Inoltre in Chloe ci sono alcune sostanziali differenze con Nathalie...;
- Chloe nel film si innamora di Catherine e inizia con lei una relazione fisica;
- Chloe finisce a letto anche con il figlio di Catherine e di David;
- Chloe alla fine del film muore suicida, dopo essere stata lasciata da Catherine.